# Сібола (округ, Нью-Мексико)
Шаблон:StateAbbr_ 34°55′ пн. ш. 107°59′ зх. д. / 34.92° пн. ш. 107.99° зх. д.
Округ  Сібола (англ. Cibola County) — округ (графство) у штаті  Нью-Мексико, США. Ідентифікатор округу 35006.

## Історія
Округ утворений 1981 року.

## Демографія
За даними перепису 
2000 року 
загальне населення округу становило 25595 осіб, зокрема міського населення було 10404, а сільського — 15191.
Серед мешканців округу чоловіків було 12505, а жінок — 13090. В окрузі було 8327 домогосподарств, 6281 родин, які мешкали в 10328 будинках.
Середній розмір родини становив 3,41.
Віковий розподіл населення поданий у таблиці:
| Стать    | До 15 років | 15-21 | 22-29 | 30-39 | 40-49 | 50-65 | 65-85 | Понад 85 |
| -------- | ----------- | ----- | ----- | ----- | ----- | ----- | ----- | -------- |
| Чоловіки | 3292        | 1425  | 1209  | 1694  | 1824  | 1792  | 1166  | 103      |
| Жінки    | 3212        | 1383  | 1299  | 1835  | 1908  | 1988  | 1302  | 163      |

## Суміжні округи
- Маккінлі — північ
- Сандовал — північний схід
- Берналільйо — схід
- Валенсія — схід
- Сокорро — південний схід
- Катрон — південь
- Апачі, Аризона — захід

## Виноски
1. ↑  U.S. Decennial Census. United States Census Bureau. Архів оригіналу за 26 квітня 2015. Процитовано 1 січня 2015.
2. ↑  Historical Census Browser. University of Virginia Library. Архів оригіналу за 11 серпня 2012. Процитовано 1 січня 2015.
3. ↑  Population of Counties by Decennial Census: 1900 to 1990. United States Census Bureau. Процитовано 1 січня 2015.
4. ↑  Census 2000 PHC-T-4. Ranking Tables for Counties: 1990 and 2000 (PDF). United States Census Bureau. Процитовано 1 січня 2015.
5. ↑  State & County QuickFacts. United States Census Bureau. Архів оригіналу за 6 червня 2011. Процитовано 27 вересня 2013. [Архівовано 2011-06-06 у Wayback Machine.](англ.) Наведено за англійською вікіпедією.
6. ↑  American FactFinder. Бюро перепису населення США. Архів оригіналу за 26 лютого 2012. Процитовано 31 січня 2008. [Архівовано 2008-05-21 у Wayback Machine.]

| США | Це незавершена стаття з географії США. Ви можете допомогти проєкту, виправивши або дописавши її. |